# Dwór w Kamieniu
Dwór w Kamieniu – dwór wybudowany w miejscowości Kamień. Współcześnie ruina pod adresem Kamień 32, nazywany Zameczkiem. Leży pośrodku wsi u podnóża wzgórza Wyrwak. 
Dwór wzniesiony w 1602 (świadczy o tym data i napis na półkolistym portyku: JOHANIS ELSNER OBERFÖRSTER) był siedzibą Johannesa Elsnera, nadleśniczego rodziny von Schaffgotsch. Prawdopodobnie w trzeciej ćwierci XIX w. został wyłączony z majątku Schaffgotschów. W okresie międzywojennym majątek obejmował od ok. 150 do ok. 180 ha, a kolejni właściciele głównie uprawiali w nim zboże i hodowali bydło. Poza tym obejmował stawy i lasy. Po II wojnie światowej osadzono w nim przesiedleńców ze wschodu. Na przełomie XX i XXI w. niektóre mieszkania były własnością prywatną, a większość majątku należała do gminy.
Dwór wzniesiony na planie prostokąta z dwoma alkierzami od frontu. Po przebudowach ma charakter wieloczłonowy. Najstarsza część murowana z kamienia, z ceglanymi uzupełnieniami i dobudówkami. Przebudowywany i remontowany w latach 1850-1875 i w latach 80. XX w. W czasie ostatniej przebudowy usunięto wieżyczkę znajdującą się we wschodniej części. Budynek ma dwie kondygnacje i jest częściowo podpiwniczony. We wnętrzu zachowały się sklepienia kolebkowe z parami lunet i żaglaste podparte ośmiobocznymi filarami. Poszczególne części pokryte czterospadowymi dachami. W latach 80. XX w. dobudowano przypory.
Zespół dworsko-folwarczny w Kamieniu w 2000 włączono do wojewódzkiej ewidencji zabytków. Oprócz dworu obejmuje zrujnowaną stajnię i dwa połączone ze sobą budynki gospodarcze częściowo przekształcone na mieszkalne. Poza samym dworem nie jest znana data ich budowy. Tworzą one czworobok otwarty na zachód. Osobny wpis z tą samą datą w ramach zespołu ma sam dwór W gminnej ewidencji zabytków z 2020 pod adresem Kamień 32 figuruje obiekt określany jako ruina.